# Farrux Sayfiyev
Farrux Sayfiyev (* 17. Januar 1991 in Samarqand, Sowjetunion) ist ein usbekischer Fußballspieler.

## Karriere

### Verein
Vom FK Mashʼal Muborak wechselte Sayfiyev Anfang 2011 zu Nasaf Karschi. Nach sieben Jahren ging es für ihn ab der Saison 2018 weiter bei Paxtakor Taschkent, wo er mit seiner Mannschaft sechs Mal die Meisterschaft sowie jeweils zwei Mal den nationalen Pokal und den Superpokal gewann. Seit der Saison 2025 steht er bei Nevtchi Fargʻona unter Vertrag.

### Nationalmannschaft
Sein Debüt für die usbekische A-Nationalmannschaft gab Sayfiyev am 20. August 2014 bei einem 0:0-Unentschieden in einem Freundschaftsspiel gegen Aserbaidschan, bei dem er in der 69. Minute für Jamshid Iskanderov eingewechselt wurde. Nach weiteren Einsätzen in Freundschaftsspielen kam er im Juni 2015 in einem Spiel der Qualifikation für die Weltmeisterschaft 2018 zum Einsatz. Danach gehörte er zum Kader bei der Asienmeisterschaft 2019, bei der er in zwei Partien zum Einsatz kam, darunter auch bei der Achtelfinale-Niederlage gegen Australien. Anschließend kam er in der Qualifikation für die Weltmeisterschaft 2022 sowie der Qualifikation für die Asienmeisterschaft 2023 zu Einsätzen. Sein nächstes Turnier war die Zentralasienmeisterschaft 2023, bei der er in einem Gruppenspiel und bei der 0:1-Finalniederlage gegen den Iran Einsatzzeit bekam. Seit November 2023 kommt er in der Qualifikation für die Weltmeisterschaft 2026 zum Einsatz. Bei der Asienmeisterschaft 2024 kam er in jeder Partie seiner Mannschaft zum Einsatz.